# US Open 2010
Gli US Open 2010 sono stati un torneo di tennis giocato sul cemento. È stata la 130ª edizione degli US Open e la quarta e ultima prova del Grande Slam del 2010. Il torneo si è giocato all'USTA Billie Jean King National Tennis Center di Flushing Meadows a New York. 
Juan Martín del Potro e Kim Clijsters erano i campioni uscenti. Del Potro è stato infortunato per gran parte della stagione, e non ha partecipato per difendere il suo titolo. Clijsters, invece, ha confermato il suo titolo battendo in finale Vera Zvonarëva, aggiudicandosi per la terza volta in carriera il torneo. Rafael Nadal ha conquistato l'unico torneo dello Slam che gli mancava, battendo in finale Novak Đoković, e raggiungendo quota nove titoli nei Major.

## Sommario
Rafael Nadal si è aggiudicato il torneo del singolare maschile battendo all'esordio il russo Tejmuraz Gabašvili 7–6(4), 7–6(4), 6–3. Nel secondo turno ha avuto la meglio sull'uzbeko Denis Istomin in tre set col punteggio di 6–2, 7–6(5), 7–5. Nel turno successivo ha dovuto giocare tre set per battere ii francese Gilles Simon battuto per 6–4, 6–4, 6–2. Negli ottavi di finale ha sconfitto lo spagnolo Feliciano López in tre set per 6–3, 6–4, 6–4. Nei quarti ha avuto la meglio sul connazionale Fernando Verdasco per 7–5, 6–3, 6–4. In semifinale ha battuto il russo Michail Južnyj ancora una volta in tre set col punteggio di 6–2, 6–3, 6–4. In finale ha sconfitto Novak Đoković in quattro set col punteggio di 6–4, 5–7, 6–4, 6–2.
Kim Clijsters ha riconfermato il titolo del 2009 vincendo il torneo del singolare femminile. Nel 1º turno ha battuto l'ungherese Gréta Arn col punteggio di 6–0, 7–5. Nel secondo turno ha sconfitto per 6–2, 6–1, l'australiana Sally Peers. Nel turno successivo ha avuto la meglio sulla ceca Petra Kvitová col punteggio di 6–3, 6–0. Negli ottavi di finale ha battuto Ana Ivanović per 6–2, 6–1. Nei quarti Samantha Stosur ha ceduto per 6–4, 5–7, 6–3. In semifinale ha battuto Venus Williams per 4–6, 7–6(2), 6–4 e in finale la russa Vera Zvonarëva 6–2, 6–1.

## Programma del torneo
Il torneo si è svolto in 15 giornate divise in due settimane. A causa della pioggia il torneo si è protratto fino a lunedì 13 settembre.

## Qualificazioni e sorteggio
Le qualificazioni per accedere ai tabelloni principali del torneo si sono svolte tra il 24 e il 28 agosto 2010. Si sono qualificati i vincitori del terzo turno.

### Singolare maschile
1. Ričardas Berankis
2. Rik De Voest
3. Ivan Dodig
4. Marc Gicquel
5. Andreas Haider-Maurer
6. Ryan Harrison
7. Robert Kendrick
8. Martin Kližan
9. Dušan Lojda
10. Adrian Mannarino
11. Kei Nishikori
12. Benoît Paire
13. Peter Polansky
14. Milos Raonic
15. Lukáš Rosol
16. Júlio Silva

### Singolare femminile
1. Akgul Amanmuradova
2. Maria Elena Camerin
3. Lourdes Domínguez Lino
4. Irina Falconi
5. Zuzana Kučová
6. Michelle Larcher de Brito
7. Nuria Llagostera Vives
8. Mirjana Lučić
9. Rebecca Marino
10. Mandy Minella
11. Sania Mirza
12. Monica Niculescu
13. Zuzana Ondrášková
14. Tamira Paszek
15. Sally Peers
16. Ol'ga Savčuk

## Wildcard
Le wildcard sono state assegnate a:

### Singolare maschile
- Carsten Ball
- James Blake
- Bradley Klahn
- Guillaume Rufin
- Tim Smyczek
- Jack Sock
- Ryan Sweeting
- Donald Young

### Singolare femminile
- Beatrice Capra
- Sophie Ferguson
- Chelsey Gullickson
- Jamie Hampton
- Christina McHale
- Virginie Razzano
- Shelby Rogers
- Coco Vandeweghe

### Doppio maschile
- Bradley Klahn /  Tim Smyczek
- David Martin /  Donald Young
- Ryan Harrison /  Robert Kendrick
- Robby Ginepri /  Ryan Sweeting
- Andrew Courtney /  Michael Shabaz
- Brian Battistone /  Ryler DeHeart
- Sekou Bangoura /  Nathan Pasha

### Doppio femminile
- Alexa Glatch /  Coco Vandeweghe
- Hilary Barte /  Lindsay Burdette
- Lauren Herring /  Grace Min
- Christina McHale /  Riza Zalameda
- Carly Gullickson /  Chelsey Gullickson
- Jamie Hampton /  Melanie Oudin
- Jill Craybas /  Sloane Stephens.

### Doppio misto
- Beatrice Capra /  Jack Sock
- Jill Craybas /  Michael Russell
- Nicole Gibbs /  Sam Querrey
- Carly Gullickson /  Travis Parrott
- Raquel Kops-Jones /  Eric Butorac
- Melanie Oudin /  Ryan Harrison
- Abigail Spears /  Scott Lipsky

Il sorteggio dei tabelloni principali si è svolto venerdì 27 agosto 2010.

## Tennisti partecipanti ai singolari

### Singolare maschile
- Singolare maschile

| Campione              | Campione                   | Finalista                | Finalista              |
| --------------------- | -------------------------- | ------------------------ | ---------------------- |
| Rafael Nadal (1)      | Rafael Nadal (1)           | Novak Đoković (3)        | Novak Đoković (3)      |
| Semifinalisti         |                            |                          |                        |
| Michail Južnyj (12)   | Michail Južnyj (12)        | Roger Federer (2)        | Roger Federer (2)      |
| Eliminati ai quarti   |                            |                          |                        |
| Fernando Verdasco (8) | Stan Wawrinka (25)         | Gaël Monfils (17)        | Robin Söderling (5)    |
| Eliminati al 4º turno |                            |                          |                        |
| Feliciano López (23)  | David Ferrer (10)          | Sam Querrey (20)         | Tommy Robredo          |
| Richard Gasquet       | Mardy Fish (19)            | Albert Montañés (21)     | Jürgen Melzer (13)     |
| Eliminati al 3º turno |                            |                          |                        |
| Gilles Simon          | Serhij Stachovs'kyj        | Daniel Gimeno Traver     | David Nalbandian (31)  |
| Andy Murray (4)       | Nicolás Almagro (14)       | John Isner (18)          | Michaël Llodra         |
| Kevin Anderson        | Janko Tipsarević           | Arnaud Clément           | James Blake            |
| Thiemo de Bakker      | Kei Nishikori              | Juan Carlos Ferrero (22) | Paul-Henri Mathieu     |
| Eliminati al 2º turno |                            |                          |                        |
| Denis Istomin         | Philipp Kohlschreiber (29) | Benoît Paire             | Ryan Harrison          |
| Benjamin Becker       | Jérémy Chardy              | Florent Serra            | Adrian Mannarino       |
| Dustin Brown          | Juan Ignacio Chela         | Marcel Granollers        | Guillermo García López |
| Dudi Sela             | Marco Chiudinelli          | Julien Benneteau         | Victor Hănescu         |
| Nikolaj Davydenko (6) | Thomaz Bellucci (26)       | Igor' Andreev            | Andy Roddick (9)       |
| Eduardo Schwank       | Pablo Cuevas               | Peter Polansky           | Philipp Petzschner     |
| Taylor Dent           | Ivan Dodig                 | Carsten Ball             | Marin Čilić (11)       |
| Ričardas Berankis     | Ricardo Mello              | Guillaume Rufin          | Andreas Beck           |
| Eliminati al 1º turno |                            |                          |                        |
| Tejmuraz Gabašvili    | Máximo González            | Donald Young             | Tobias Kamke           |
| Santiago Giraldo      | Rainer Schüttler           | Peter Luczak             | Ivan Ljubičić (15)     |
| Aleksandr Dolhopolov  | Daniel Brands              | Jarkko Nieminen          | Ernests Gulbis (24)    |
| Rik De Voest          | Florian Mayer              | Pere Riba                | Fabio Fognini          |
| Lukáš Lacko           | Rubén Ramírez Hidalgo      | Lu Yen-hsun              | Michail Kukuškin       |
| Bradley Klahn         | Andreas Seppi              | Łukasz Kubot             | Potito Starace         |
| Andrej Golubev        | Xavier Malisse             | Jack Sock                | Frederico Gil          |
| Radek Štěpánek (28)   | Lukáš Rosol                | Carlos Berlocq           | Tomáš Berdych (7)      |
| Michael Russell       | Simon Greul                | Somdev Devvarman         | Tim Smyczek            |
| Robert Kendrick       | Horacio Zeballos           | Olivier Rochus           | Stéphane Robert        |
| Marcos Baghdatis (16) | Robby Ginepri              | Júlio Silva              | Jan Hájek              |
| Juan Mónaco (30)      | Kristof Vliegen            | Dušan Lojda              | Viktor Troicki         |
| Andreas Haider-Maurer | Alejandro Falla            | Marc Gicquel             | Fernando González (27) |
| Michał Przysiężny     | Milos Raonic               | Evgenij Korolëv          | Illja Marčenko         |
| Dmitrij Tursunov      | Ryan Sweeting              | Björn Phau               | Martin Kližan          |
| Lleyton Hewitt (32)   | Leonardo Mayer             | Michael Berrer           | Brian Dabul            |

### Singolare femminile
- Singolare femminile

| Campionessa            | Campionessa               | Finalista                | Finalista               |
| ---------------------- | ------------------------- | ------------------------ | ----------------------- |
| Kim Clijsters (2)      | Kim Clijsters (2)         | Vera Zvonarëva (7)       | Vera Zvonarëva (7)      |
| Semifinaliste          |                           |                          |                         |
| Caroline Wozniacki (1) | Caroline Wozniacki (1)    | Venus Williams (3)       | Venus Williams (3)      |
| Eliminate ai quarti    |                           |                          |                         |
| Dominika Cibulková     | Kaia Kanepi (31)          | Francesca Schiavone (6)  | Samantha Stosur (5)     |
| Eliminate al 4º turno  |                           |                          |                         |
| Marija Šarapova (14)   | Svetlana Kuznecova (11)   | Yanina Wickmayer (15)    | Andrea Petković         |
| A Pavljučenkova (20)   | Shahar Peer (16)          | Elena Dement'eva (12)    | Ana Ivanović            |
| Eliminate al 3º turno  |                           |                          |                         |
| Chan Yung-jan          | Beatrice Capra            | Marija Kirilenko (23)    | L Domínguez Lino        |
| Jelena Janković (4)    | Patty Schnyder            | Peng Shuai               | A Dulgheru (25)         |
| Al'ona Bondarenko (29) | Gisela Dulko              | Flavia Pennetta (19)     | Mandy Minella           |
| Sara Errani            | Daniela Hantuchová (24)   | Virginie Razzano         | Petra Kvitová (27)      |
| Eliminate al 2º turno  |                           |                          |                         |
| Chang Kai-chen         | Tamira Paszek             | Aravane Rezaï (18)       | Iveta Benešová          |
| Anastasija Sevastova   | Yvonne Meusburger         | Urszula Radwańska        | Kateryna Bondarenko     |
| Mirjana Lučić          | Akgul Amanmuradova        | MJ Martínez Sánchez (22) | Julia Görges            |
| A Radwańska (9)        | B Mattek-Sands            | Sofia Arvidsson          | Sabine Lisicki          |
| Maria Elena Camerin    | Melanie Oudin             | Sania Mirza              | Viktoryja Azaranka (10) |
| Pauline Parmentier     | Ágnes Szávay              | Cvetana Pironkova (32)   | Rebecca Marino          |
| Anastasija Rodionova   | Alisa Klejbanova (28)     | Vania King               | Sybille Bammer          |
| Marion Bartoli (13)    | Zheng Jie (21)            | Elena Baltacha           | Sally Peers             |
| Eliminate al 1º turno  |                           |                          |                         |
| Chelsey Gullickson     | Carla Suárez Navarro      | Anne Keothavong          | Lucie Šafářová (26)     |
| Magdaléna Rybáriková   | Karolina Šprem            | Nuria Llagostera Vives   | Jarmila Groth           |
| Kimiko Date Krumm      | Regina Kulikova           | Jill Craybas             | B Záhlavová-Strýcová    |
| J Švedova (30)         | Anna Čakvetadze           | Stefanie Vögele          | Li Na (8)               |
| Simona Halep           | Alicia Molik              | Chanelle Scheepers       | Alizé Cornet            |
| Jamie Hampton          | Kirsten Flipkens          | Romina Oprandi           | Alla Kudrjavceva        |
| Arantxa Parra Santonja | Shelby Rogers             | Anabel Medina Garrigues  | Nadia Petrova (17)      |
| Julie Coin             | Sorana Cîrstea            | Coco Vandeweghe          | Zuzana Kučová           |
| Ayumi Morita           | Sophie Ferguson           | Ol'ga Savčuk             | Vera Duševina           |
| Kristina Barrois       | Michelle Larcher de Brito | Angelique Kerber         | Monica Niculescu        |
| Jelena Kostanić Tošić  | Alberta Brianti           | Sandra Záhlavová         | Irina Falconi           |
| Renata Voráčová        | Polona Hercog             | Ksenija Pervak           | Roberta Vinci           |
| Elena Vesnina          | Bojana Jovanovski         | Tathiana Garbin          | Johanna Larsson         |
| Dinara Safina          | Christina McHale          | Zuzana Ondrášková        | Ol'ga Govorcova         |
| Edina Gallovits        | Klára Zakopalová          | Ekaterina Makarova       | Timea Bacsinszky        |
| Lucie Hradecká         | Petra Martić              | Aleksandra Wozniak       | Gréta Arn               |

## Senior

### Singolare maschile
Rafael Nadal ha battuto in finale  Novak Đoković con il punteggio di 6–4, 5–7, 6–4, 6–2.
- Per Nadal è il terzo titolo del Grande Slam dell'anno, il primo US Open, il nono Slam della sua carriera.

### Singolare femminile
Kim Clijsters ha battuto in finale  Vera Zvonarëva con il punteggio di 6–2, 6–1.
- È il 4º titolo dell'anno per Clijsters, il 39° della sua carriera. È il suo terzo US Open.

### Doppio maschile
Bob Bryan /  Mike Bryan hanno sconfitto in finale  Rohan Bopanna /  Aisam-ul-Haq Qureshi con il punteggio di 7–6(5), 7–6(4).

### Doppio femminile
Vania King e  Jaroslava Švedova hanno battuto in finale  Liezel Huber e  Nadia Petrova con il punteggio di 2–6, 6–4, 7–6(4).

### Doppio misto
Liezel Huber e  Bob Bryan hanno battuto in finale  Květa Peschke e  Aisam-ul-Haq Qureshi con il punteggio di 6–4, 6–4.

## Junior

### Singolare ragazzi
Jack Sock ha battuto in finale  Denis Kudla con il punteggio di 3–6, 6–2, 6–2.

### Singolare ragazze
Dar'ja Gavrilova ha battuto in finale  Julija Putinceva con il punteggio di 6–3, 6–2.

### Doppio ragazzi
Duilio Beretta /  Roberto Quiroz hanno battuto in finale  Oliver Golding /  Jiří Veselý con il punteggio di 6–1, 7–5.

### Doppio ragazze
Tímea Babos /  Sloane Stephens hanno vinto il torneo contro  An-Sophie Mestach /  Silvia Njirić per walkover.

## Tennisti in carrozzina

### Singolare maschile carrozzina
Shingo Kunieda ha vinto il torneo per walkover contro  Nicolas Peifer.

### Singolare femminile carrozzina
Esther Vergeer ha battuto in finale  Daniela Di Toro con il punteggio di 6–0, 6–0.

### Quad singolare
David Wagner ha sconfitto in finale  Peter Norfolk con il punteggio di 6–0, 2–6, 6–3.

### Doppio maschile carrozzina
Maikel Scheffers /  Ronald Vink hanno battuto in finale  Nicolas Peifer /  Jon Rydberg con il punteggio di 6–0, 6–0.

### Doppio femminile carrozzina
Esther Vergeer /  Sharon Walraven hanno battuto in finale  Daniela Di Toro /  Aniek van Koot con il punteggio di 6–3, 6–3.

### Quad doppio
Nick Taylor /  David Wagner hanno battuto in finale  Johan Andersson /  Peter Norfolk con il punteggio di 7–5, 7–6(4).

## Leggende

### Squadre
Team Connolly 
- Gigi Fernández
- Todd Woodbridge
- Mark Woodforde
- Nataša Zvereva

Team Gibson
- MaliVai Washington
- Mary Joe Fernández
- Todd Martin
- Tracy Austin

Team Kramer
- Pat Cash
- Martina Navrátilová
- Chanda Rubin
- Michael Chang

Team Tilden
- Iva Majoli
- Conchita Martínez
- Cédric Pioline
- Mats Wilander

### Risultati
| Data         | Vincitore     | Perdente    | Punteggio |
| ------------ | ------------- | ----------- | --------- |
| 8 settembre  | Team Connolly | Team Tilden | 15-10     |
| 9 settembre  | Team Kramer   | Team Gibson | 14-11     |
| 11 settembre | Team Tilden   | Team Gibson | 14-11     |
| 11 settembre | Team Connolly | Team Kramer | 14-9      |

## Teste di serie nel singolare
La seguente tabella illustra le teste di serie del torneo, i giocatori che non hanno partecipato per infortunio, quelli che sono stati eliminati, e i loro punteggi nella classifica ATP prima e dopo il torneo. In corsivo i punteggi provvisori.
| Legenda colori             |
| Vincitore                  |
| Finalista                  |
| Semifinalista              |
| Quarti di finale           |
| Eliminati a 1T, 2T, 3T, 4T |
| Non partecipa              |

### Classifica singolare maschile
| Testa di serie | Ranking | Giocatore             | Punti | Punti da difendere | Punti conquistati | Nuovo punteggio | Situazione                               |
| -------------- | ------- | --------------------- | ----- | ------------------ | ----------------- | --------------- | ---------------------------------------- |
| 1              | 1       | Rafael Nadal          | 10745 | 720                | 2000              | 12025           | Vittoria in finale contro Novak Đoković  |
| 2              | 2       | Roger Federer         | 7215  | 1200               | 720               | 6735            | Eliminato in semifinale da Novak Đoković |
| 3              | 3       | Novak Đoković         | 6665  | 720                | 1200              | 7145            | Sconfitto in finale da Rafael Nadal      |
| 4              | 4       | Andy Murray           | 5125  | 180                | 90                | 5035            | Eliminato al 3T da Stan Wawrinka         |
| 5              | 5       | Robin Söderling       | 4910  | 360                | 360               | 4910            | Eliminato ai quarti da Roger Federer     |
| 6              | 6       | Nikolaj Davydenko     | 4285  | 180                | 45                | 4150            | Eliminato al 2T da Richard Gasquet       |
| 7              | 7       | Tomáš Berdych         | 3860  | 90                 | 10                | 3780            | Eliminato al 1T da Michaël Llodra        |
| 8              | 8       | Fernando Verdasco     | 3430  | 360                | 360               | 3430            | Eliminato ai quarti da Rafael Nadal      |
| 9              | 9       | Andy Roddick          | 3225  | 90                 | 45                | 3180            | Eliminato al 2T da Janko Tipsarević      |
| N/A            | 10      | Juan Martín del Potro | 3170  | 2000               | 0                 | 1170            | Non partecipa per infortunio al polso    |
| N/A            | 11      | Jo-Wilfried Tsonga    | 3085  | 180                | 0                 | 2905            | Non partecipa per infortunio al polso    |
| 10             | 12      | David Ferrer          | 3065  | 45                 | 180               | 3200            | Eliminato al 4T da Fernando Verdasco     |
| 11             | 13      | Marin Čilić           | 2855  | 360                | 45                | 2540            | Eliminato al 2T da Kei Nishikori         |
| 12             | 14      | Michail Južnyj        | 2620  | 45                 | 720               | 3295            | Eliminato in semifinale da Rafael Nadal  |
| 13             | 15      | Jürgen Melzer         | 2470  | 45                 | 180               | 2605            | Eliminato al 4T da Roger Federer         |
| 14             | 16      | Nicolás Almagro       | 2150  | 90                 | 90                | 2150            | Eliminato al 3T da Sam Querrey           |
| 15             | 17      | Ivan Ljubičić         | 2120  | 10                 | 10                | 2120            | Eliminato al 1T da Ryan Harrison         |
| 16             | 18      | Marcos Baghdatis      | 2095  | (45)               | 10                | 2060            | Eliminato al 1T da Arnaud Clément        |
| 17             | 19      | Gaël Monfils          | 2070  | 180                | 360               | 2250            | Eliminato ai quarti da Novak Đoković     |
| 18             | 20      | John Isner            | 1805  | 180                | 90                | 1715            | Eliminato al 3T da Michail Južnyj        |
| 19             | 21      | Mardy Fish            | 1751  | 0                  | 180               | 1931            | Eliminato al 4T da Novak Đoković         |
| 20             | 22      | Sam Querrey           | 1705  | 90                 | 180               | 1795            | Eliminato al 4T da Stan Wawrinka         |
| 21             | 23      | Albert Montañés       | 1600  | 10                 | 180               | 1770            | Eliminato al 4T da Robin Söderling       |
| 22             | 24      | Juan Carlos Ferrero   | 1560  | 180                | 90                | 1470            | Eliminato al 3T da Jürgen Melzer         |
| 23             | 25      | Feliciano López       | 1515  | 10                 | 180               | 1685            | Eliminato al 4T da Rafael Nadal          |
| 24             | 26      | Ernests Gulbis        | 1515  | 10                 | 10                | 1515            | Eliminato al 1T da Jérémy Chardy         |
| 25             | 27      | Stan Wawrinka         | 1510  | 10                 | 360               | 1860            | Eliminato ai quarti da Michail Južnyj    |
| 26             | 28      | Thomaz Bellucci       | 1480  | 35                 | 45                | 1490            | Eliminato al 2T da Kevin Anderson        |
| 27             | 29      | Fernando González     | 1340  | 360                | 10                | 990             | Ritirato al 1T contro Ivan Dodig         |
| 28             | 30      | Radek Štěpánek        | 1320  | 180                | 45                | 1150            | Eliminato al 1T da Julien Benneteau      |
| 29             | 31      | Philipp Kohlschreiber | 1315  | 90                 | 45                | 1270            | Eliminato al 2T da Gilles Simon          |
| 30             | 32      | Juan Mónaco           | 1280  | 10                 | 10                | 1280            | Eliminato al 1T da Peter Polansky        |
| 31             | 33      | David Nalbandian      | 1235  | 0                  | 90                | 1325            | Eliminato al 3T da Fernando Verdasco     |
| 32             | 34      | Lleyton Hewitt        | 1215  | 90                 | 10                | 1135            | Eliminato al 1T da Paul-Henri Mathieu    |

### Classifica singolare femminile
| Testa di serie | Ranking | Giocatrice                  | Punti | Punti da difendere | Punti conquistati | Nuovo punteggio | Situazione                                |
| -------------- | ------- | --------------------------- | ----- | ------------------ | ----------------- | --------------- | ----------------------------------------- |
| N/A            | 1       | Serena Williams             | 7895  | 900                | 0                 | 6995            | Non partecipa per infortunio al piede     |
| 1              | 2       | Caroline Wozniacki          | 6410  | 1400               | 900               | 5910            | Eliminata in semifinale da Vera Zvonarëva |
| 2              | 3       | Kim Clijsters               | 5325  | 2000               | 2000              | 5325            | Vittoria in finale contro Vera Zvonarëva  |
| 3              | 4       | Venus Williams              | 5176  | 280                | 900               | 5796            | Eliminata in semifinale da Kim Clijsters  |
| 4              | 5       | Jelena Janković             | 5145  | 100                | 160               | 5205            | Eliminata al 3T da Kaia Kanepi            |
| 5              | 6       | Samantha Stosur             | 4610  | 100                | 500               | 5010            | Eliminata ai quarti da Kim Clijsters      |
| 6              | 7       | Francesca Schiavone         | 4450  | 280                | 500               | 4670            | Eliminata ai quarti da Venus Williams     |
| 7              | 8       | Vera Zvonarëva              | 4430  | 280                | 1400              | 5550            | Sconfitta in finale da Kim Clijsters      |
| 8              | 9       | Li Na                       | 4015  | 500                | 5                 | 3520            | Eliminata al 1T da Kateryna Bondarenko    |
| 9              | 10      | Agnieszka Radwańska         | 3995  | 100                | 100               | 3995            | Eliminata al 2T da Peng Shuai             |
| 10             | 11      | Viktoryja Azaranka          | 3775  | 160                | 100               | 3715            | Ritirata al 2T contro Gisela Dulko        |
| 11             | 12      | Svetlana Kuznecova          | 3576  | 280                | 280               | 3576            | Eliminata al 4T da Dominika Cibulková     |
| 12             | 13      | Elena Dement'eva            | 3760  | 100                | 280               | 3940            | Eliminata al 4T da Samantha Stosur        |
| N/A            | 14      | Justine Henin               | 3415  | 0                  | 0                 | 3415            | Non partecipa per infortunio al gomito    |
| 13             | 15      | Marion Bartoli              | 3455  | 100                | 100               | 3455            | Eliminata al 2T da Virginie Razzano       |
| 14             | 16      | Marija Šarapova             | 3330  | 160                | 280               | 3450            | Eliminata al 4T da Caroline Wozniacki     |
| 15             | 17      | Yanina Wickmayer            | 3310  | 900                | 280               | 2690            | Eliminata al 4T da Kaia Kanepi            |
| 16             | 18      | Shahar Peer                 | 3175  | 160                | 280               | 3295            | Eliminata al 4T da Venus Williams         |
| 17             | 19      | Nadia Petrova               | 3345  | 280                | 5                 | 3070            | Eliminata al 1T da Andrea Petković        |
| 18             | 20      | Aravane Rezaï               | 3005  | 5                  | 100               | 3100            | Eliminata al 2T da Beatrice Capra         |
| 19             | 21      | Flavia Pennetta             | 2905  | 500                | 160               | 2565            | Eliminata al 3T da Shahar Peer            |
| 20             | 22      | Anastasija Pavljučenkova    | 2505  | 5                  | 280               | 2780            | Eliminata al 4T da Francesca Schiavone    |
| 21             | 23      | Zheng Jie                   | 2351  | 160                | 100               | 2291            | Eliminata al 2T da Ana Ivanović           |
| 22             | 24      | María José Martínez Sánchez | 2285  | 160                | 100               | 2225            | Eliminata al 2T da Patty Schnyder         |
| 23             | 25      | Marija Kirilenko            | 2275  | 160                | 160               | 2275            | Eliminata al 3T da Svetlana Kuznecova     |
| 24             | 26      | Daniela Hantuchová          | 2045  | 280                | 160               | 1925            | Eliminata al 3T da Elena Dement'eva       |
| 25             | 27      | Alexandra Dulgheru          | 2005  | 5                  | 160               | 2160            | Eliminata al 3T da Vera Zvonarëva         |
| 26             | 28      | Lucie Šafářová              | 1975  | 5                  | 5                 | 1975            | Eliminata al 1T da Tamira Paszek          |
| 27             | 29      | Petra Kvitová               | 1869  | 280                | 160               | 1749            | Eliminata al 3T da Kim Clijsters          |
| 28             | 30      | Alisa Klejbanova            | 1840  | 5                  | 100               | 1935            | Eliminata al 2T da Sara Errani            |
| 29             | 31      | Al'ona Bondarenko           | 1723  | 100                | 160               | 1783            | Eliminata al 3T da Francesca Schiavone    |
| 30             | 32      | Jaroslava Švedova           | 1770  | 160                | 5                 | 1615            | Eliminata al 1T da Lourdes Domínguez Lino |
| 31             | 33      | Kaia Kanepi                 | 1725  | 5                  | 500               | 2220            | Eliminata ai quarti da Vera Zvonarëva     |
| 32             | 34      | Cvetana Pironkova           | 1706  | 5                  | 100               | 1801            | Eliminata al 2T da Mandy Minella          |

### Assegnazione punteggi
I punteggi della classifica ATP vengono assegnati come illustrato.
| Turno                | Singolare maschile | Doppio maschile | Singolare femminile | Doppio femminile |
| -------------------- | ------------------ | --------------- | ------------------- | ---------------- |
| Vincitore            | 2000               | 2000            | 2000                | 2000             |
| Finale               | 1200               | 1200            | 1400                | 1400             |
| Semifinali           | 720                | 720             | 900                 | 900              |
| Quarti di finale     | 360                | 360             | 500                 | 500              |
| Ottavi di finale     | 180                | 180             | 280                 | 280              |
| Terzo turno          | 90                 | 90              | 160                 | 160              |
| Secondo turno        | 45                 | 0               | 100                 | 5                |
| Primo turno          | 10                 | –               | 5                   | –                |
| Qualificazione       | 25                 | –               | 60                  | –                |
| 3T di qualificazione | 16                 | –               | 50                  | –                |
| 2T di qualificazione | 8                  | –               | 40                  | –                |
| 1T di qualificazione | 0                  | –               | 2                   | –                |

## Premi in denaro
Tutti i premi sono in dollari americani. Nel doppio il premio è assegnato alla coppia.

### Singolare maschile e femminile
- Vincitore: 1 700 000 $
- Finalista: 850 000 $
- Semifinalista: 400 000 $
- Quarti di finale: 200 000 $
- Quarto turno: 100 000 $
- Terzo turno: 50 250 $
- Secondo turno: 31 000 $
- Primo turno: 19 000 $

### Doppio maschile e femminile
- Vincitori: 420 000 $
- Finalisti: 210 000 $
- Semifinalisti: 105 000 $
- Quarti di finale: 50 000 $
- Terzo turno: 25 000 $
- Secondo turno: 15 000 $
- Primo turno: 10 000 $

### Doppio misto
- Vincitori: 150 000 $
- Finalisti: 70 000 $
- Semifinalisti: 30 000 $
- Quarti di finale: 15 000 $
- Secondo turno: 10 000 $
- Primo turno: 5000 $